# Devil May Cry (serie)
Devil May Cry (デビルメイクライ) är en TV-spels-serie av Capcom. Det är ett actionspel med vissa utforskningselement. Spelet har en mörk gotisk stämning som vägs upp med dess heavy metal-musik och den kaxiga, fulla av attityd, protagonisten och demon-jägaren Dante.

## Devil May Cry(2001)
Första spelet i serien var från början tänkt att bli ett Resident Evil-spel, men då Capcom ville att del fyra i serien skulle bli lite unik, och annorlunda, så blev detta lite för olik Resident Evil-serien (även om det fortfarande fanns mycket likheter), så Capcom beslutade sig för att göra ett nytt spel av Resident Evil 4 prototypen. Handlingen ändrades till något av en mer episk natur och tog mycket inspiration och hänvisningar från Den gudomliga komedin, Kristendomen, och några andra mytologiska källor till handlingen och namnen till karaktärerna.

## Devil May Cry 2(2003)
Uppföljaren ansågs vara en besvikelse av fansen, och sålde sämre än det första. Den har fått mycket negativ kritik, en del riktad på att Dante ansågs sakna personlighet. Ett helt nytt team utvecklade uppföljaren, vilket var mindre erfarna än det första teamet till del ett.

## Devil May Cry 3: Dante's Awakening(2005)
Del tre i serien hyllades mycket mer än del två av fansen, och har kallats "Crazy stylish action game" (ettan kallades "Stylish action game"); detta då trean är oerhört mycket svårare än del ett. Fyra olika spelstilar finns tillgängliga från start, varav två måste låsas upp. Dante's Awakening utspelar sig före det första Devil May Cry, och visar upp en yngre och kaxigare version av Dante. Handlingen fokuserar sig på sönerna av Sparda: Dante och Vergil.

## Devil May Cry 4(2008)
I fjärde delen är det för första gången som Dante inte är huvudrollsinnehavaren i serien, utan det är Nero som tar sig an hjälterollen.

## DmC: Devil May Cry(2013)
Spelet är en reboot av serien. Spelet utspelar sig när Dante fortfarande är en ung man.

## Devil May Cry 5(2019)
Nero och Dante är spelbara karaktärer. En karaktär som heter V introduceras.